# Фордизм
Форди́зм — возникшая в США в начале XX века система организации поточно-массового производства, основанная на использовании конвейера. 

## История названия
Название происходит от имени Генри Форда и связано с его деятельностью. В политическую науку термин ввел итальянский марксист Антонио Грамши. К концу XX века в экономически-развитых странах начал сменяться постфордизмом.
Термин «Фордизм» стал использоваться в начале XX века для описания практик, применяемых на автомобильных заводах Генри Форда. Основой фордизма является стандартизация, типизация и конвейеризация процессов производства, что позволяет повышать производительность труда через его интенсификацию.

## Основные черты
Фордистская система производства имеет 4 отличительных ключевых элемента:
1. Разделение труда — процессы разбиты на небольшие операции, что позволяет массово использовать низкоквалифицированный персонал. Высококвалифицированные кадры заняты управлением, разработками и совершенствованием процесса;
2. Высокая стандартизация узлов, агрегатов и запчастей, что позволяет производить их большими партиями, снижая удельные издержки;
3. Организация производства не вокруг станков с определёнными свойствами, а размещение станков в необходимом для производства порядке;
4. Лента конвейера связывает различные стадии процесса.

## Цель
Вся система нацелена на удешевление производимого продукта (автомобиля).